# کریستوف برا
کریستوف برا (انگلیسی: Christophe Berra؛ زادهٔ ۳۱ ژانویهٔ ۱۹۸۵) بازیکن فوتبال اهل بریتانیا است.
از باشگاه‌هایی که در آن بازی کرده است می‌توان به باشگاه فوتبال هارت آف میدلوتیان، باشگاه فوتبال ولورهمپتون واندررز، و باشگاه فوتبال ایپسویچ تاون اشاره کرد.